# 卡社溪
卡社溪位於台灣中部，為濁水溪支流，長46.79公里，流域面積145.51平方公里，流域分佈於南投縣信義鄉東北部及仁愛鄉南端一小部分。主流發源於標高3,241公尺之牧山南側，先向東南後轉西南流，經丹野農場後轉向西流，於阿桑托洛注入濁水溪。